# 朱見溢
泾阳王朱见溢（？—1503年），是明朝泾阳安靖王朱祁铣嫡三子，郑靖王朱瞻埈庶孙，明仁宗之曾孙。
成化四年（1468年）三月癸酉赐名见溢，个性顽劣荒淫，其母泾阳王妃张氏多次教育他，他不但不听，还在其死后杀狗祭母，以示不满。弘治四年（1491年），朱见溢袭封父爵成为明朝第二代泾阳王，但他继承爵位后更加荒淫残暴，常常夜宿妓院，次妃郭氏亦曾因劝谏他而被鞭笞至死。弘治八年（1495年）他因作恶多端被明朝廷废为庶人，责令戴民巾闲居。
其后，郑王朱祐枔曾向朝廷请求为朱见溢恢复爵位，但遭到明孝宗拒绝。弘治十六年（1503年）六月去世，因朱見溢最終被废为庶人且无子嗣，泾阳国除。